# Deltoid
Deltoíd je v ravninski geometriji štirikotnik, ki ima dva para sosednjih skladnih stranic (ne smemo ga zamešati s paralelogramom, ki ima dva para nasprotnih skladnih stranic). Po obliki spominja na igračo - zmaja.
Pri označevanju oglišč in stranic imamo dve možni razporeditvi.
- V prvem primeru veljata enakosti a = b in c = d
- V drugem primeru veljata enakosti a = d in b = c

## Splošne značilnosti
Poleg definicijske značilnosti (dva para skladnih stranic) ima deltoid še naslednje značilnosti:
- Ena od diagonal je simetrala deltoida.
- Zaradi osne simetrije sta zagotovo skladna tudi dva kota.
- Diagonala, ki je simetrala, drugo diagonalo razpolavlja.
- Diagonali sta med sabo pravokotni.

Vsak štirikotnik z eno osno simetrijo je lahko le enakokraki trapez ali deltoid.

## Posebni primeri
Deltoid, ki ima vse štiri stranice skladne, imenujemo romb. Če ima poleg tega tudi vse kote skladne (in v tem primeru merijo po 90°), ga imenujemo kvadrat.
Deltoid je lahko konveksna, lahko pa tudi konkavna množica točk. Konveksnemu deltoidu lahko vedno včrtamo krožnico, torej je tangentni štirikotnik. Zato so vsi konveksni deltoidi ravno tangentni ortodiagonalni štirikotniki.
Za konkavni deltoid pa obstaja včrtana krožnica v posplošenem smislu: krožnica, ki se dotika dveh stranic in nosilk drugih dveh stranic.
Nekateri konveksni deltoidi so tudi bicentrični štirikotniki. V njih sta dva nasprotna kota zaradi Talesovega izreka prava.

## Ploščina
Ker sta diagonali pravokotni, je ploščina deltoida:
{\displaystyle {\begin{array}{l}S={\frac {ef}{2}}\\S=ab\cdot \sin \alpha \end{array}}}